# マスグレーヴ家の儀式
「マスグレーヴ家の儀式」（マスグレーヴけのぎしき、The Musgrave Ritual）は、イギリスの小説家、アーサー・コナン・ドイルによる短編小説。シャーロック・ホームズシリーズの一つで、56ある短編小説のうち18番目に発表された作品である。イギリスの「ストランド・マガジン」1893年5月号、アメリカの「ハーパーズ・ウィークリー」1893年5月13日号に発表。同年発行の第2短編集『シャーロック・ホームズの思い出』(The Memoirs of Sherlock Holmes) に収録された。

## あらすじ
シャーロック・ホームズがワトスンと出会う前、探偵業を始めてすぐの頃の事件。ホームズの大学時代の友人だったマスグレーヴの、一族に伝わる奇妙な儀式文の謎を解き、突然消えた執事を追う。
大学以来4年ぶりとなるホームズに依頼を持って訪ねてきたレジナルド・マスグレーヴ。彼の一族はイギリスでも最も古い貴族の末裔で、レジナルドは目立たない学生だったが、ホームズとは顔見知りでもあった。ある深夜のこと、濃いコーヒーで寝付けなかったレジナルドは、20年近くも屋敷の名物執事として尽くしていたブラントンが、書斎で家の古文書である儀式文を読み漁っているのを見つけた。先祖伝来の古文書を見られたことに怒ったレジナルドは、1週間後までに出て行くようクビを言い渡す。
それから3日目の朝、ブラントンは忽然と屋敷から姿を消していた。彼がベッドに寝た形跡はなかった。屋敷のドアには鍵がかけられブラントンの外靴が残されていたので、屋外に出たとは考えられなかった。そして女中のレイチェル・ハウェルズ、彼女はかつてブラントンに捨てられた女なのだが、「執事は行ってしまった」と繰り返し、発狂したようになってしまう。さらに3日後、看病している看護婦が目を離した隙に、今度はレイチェルが姿を消してしまい、残された足跡を追うと池のふちに行ったことがわかった。池の中をさらうと、死体は上がってこなかったが、代わりに袋に入れられたさびて変色した金属や石が上がってきた。地元の警察でも埒があかないので、ホームズを頼ってきたという。レジナルドが持ってきた儀式文には「これは去りし人のもの、来たる人のもの。陽はナラの上、影はニレの下。北へ20歩、東へ10歩、南へ4歩、西へ2歩。そして下」、と記してあった。ホームズは、儀式文が何か重要なものを隠している場所を示している問答だと推理した。
ホームズが現地へ行ってみると、ナラの木は残っていたが、ニレの木は落雷で枯れたらしい。ただし、レジナルドが家庭教師から三角測量を教えられたときに、ニレの高さを測っていて「64フィート」あったといい、そのことはブラントンも聞き出して知っていたという。太陽がナラの木の真上にくる時間まで待ってから、ホームズは儀式を始めた。ニレの木は無くなっていたので、その代わりに長い棒を使って相似法で影の長さを推定する。影の先端からスタートして、指定された方角へ指定された歩数を進める。最後にたどり着いたのは石畳のところだ。落胆するホームズに、レジナルドが下を忘れていると話す。ここには地下倉庫があって、入口はそこの階段だと示すレジナルド。ホームズが呼んだ現地の警察官も到着した。一行が地下へ行ってみると大きな石板があり、持ち手にブラントンのマフラーが付けてある。男2人の力で何とか石板を持ち上げると、内部には穴があり執事ブラントンの死体が残されていた。それは死後、何日も経っていた。
ホームズが出した結論は次のとおりだ。お宝のありかを見つけたブラントンだったが、石板は1人の力では持ち上げられない。そこで以前の恋人レイチェルに頼み込み、力を貸してもらって石板に隙間を作り、つっかえ棒を差し込んで固定した。穴に入ったブラントンが、そこにあったさびた金属類をレイチェルに手渡す。そのときレイチェルの心に、自分を捨てた男に対する憎しみが湧きあがった。偶然か故意か彼女はつっかえ棒を外して石板を落とし、ブラントンを閉じ込めてしまった。ブラントンが窒息死することが分かっていたレイチェルは、罪の意識で発狂したような症状になったのだろう。そして証拠となるさびた金属類を池に投げ込んで、姿を消したのだ。儀式文にある、去りし人は王位を失った者、来たる人は王位を得た者と考えると、これらのさびた金属や石は、古の英国王冠と宝石だろう。そして行方不明のレイチェルは、おそらく罪の意識とともに国外のどこかにいったのだろう。

## 不可解な点
- 事件の起こる200年以上前、1650年代に書かれた儀式文から謎を解くのであるが、儀式文には大木の影を目印にする記述がある。ロイヤル・オークの故事があるにせよ、いくら大木といえど、200年間に全く成長・あるいは枯れるなどしないことが考えられるだろうか（グラナダ版では屋敷の屋根につけられている風見鶏が木の形をしており、その影を目印とする事でこの疑問点を回避している）。
- 最大の不可解な点は、この事件で見つかった、チャールズ1世のものとされる歴史的に非常に重要な王冠を、マスグレーヴ家が所有することを国から認められたことである。正典内では、マスグレーヴの祖先がチャールズ2世に重用されていた事が示されているためチャールズ1世の頃からマスグレーヴ家が王室に重用されていた可能性はあるが、物語冒頭で本作に登場するマスグレーヴ家は16世紀の頃に本家から分離した分家と説明されており本家を差し置いて分家が国王の持ち物を預かる立場に立てるとは考えにくい。一応、王党派が国外亡命を決意した時には本家は内戦によって滅亡していたため、分家に役目が回ってきたと考えれば辻褄はあうが、正典内では明確な説明はない。

## 備考
- ホームズの私生活に関する、最も興味深い記述があらわれる作品である。冒頭の記述に従えばホームズは、部屋が散らかっていても平気の平左、読みかけの手紙をジャックナイフで暖炉の上に刺しておく、葉巻を暖炉用石炭入れの中に、刻み煙草をペルシャ風スリッパの中に入れておく、などのことをしていた。どこを当たっても見つからなかった物が、事もあろうにバターケースの中から（バターまみれで）見つかる、といったこともあったという。そして最も有名な彼の奇行の一つ、引き金を軽くしたリボルバー（自動拳銃は20世紀初めに登場したものでこの当時は存在しない）でボクサー式雷管付き実包100発を壁目がけて発射し、「VR」の文字（victoria reginaの略。「ヴィクトリア女王」のイニシャル）を弾痕で書いてみせた逸話は、ここで語られている。乱雑ぶりに堪りかねたワトスンが片付けを提案、そこでマスグレーヴ家にまつわる奇妙な出来事絡みの品を発見。さすがに興味を持ち、片付けそっちのけでホームズから内容を聞き取る事になった。
- グラナダ版では、ホームズの過去の話ではなく現在の事件として脚色されたため、ワトソン博士も一緒に行動している。レイチェルは失踪し、ホームズはどこかでひっそり暮らしているだろうと推測するが、そのころ池から彼女の死体が発見される。このエピソードはウォリックシャーのバッダースリー・クリントンなどで撮影された。